# Карел Шубрт
Карел Шубрт (чеськ. Karel Šubrt, 31 серпня 1891, Жижков — ?) — чеський футболіст, що грав на позиції нападника. Частіше в джерелах фігурує під прізвиськом Карлик.

## Футбольна кар'єра
Перші згадки про появу юного гравця в складі «Вікторії» датуються 1905 роком. В 1906—1907 роках він є основним гравцем команди, виступає в матчах кубка милосердя. В 1907 році у «Вікторії» виник конфлікт з Чеською футбольною федерацією. Клуб помилково призначив гру на той самий день, коли мав відбутись матч, назначений федерацією. В підсумку команду відсторонили. З цієї причини ряд футболістів «Вікторії» розійшлись в інші команди. Шубрт разом з Ярославом Мисіком перейшли до команди «Спарта» (Прага). В листопаді 1907 року Шубрт-Карлик забив єдиний гол «Спарти» в матчі з лідером чеського футболу того часу — «Славією», що завершився розгромною поразкою з рахунком 1:9.
В наступні роки Карлик почергово грає за обидві команди. В 1908 році Він бере участь у двох перемогах «Вікторії» над «Спартою» — 5:0 і 3:0. Ключовий вклад в ці перемоги зробила трійка форвардів Мисік-Бребурда-Карлик. 
5 квітня 1908 року грає в складі збірної Богемії в товариському матчі проти збірної Угорщини. Матч завершився перемогою угорців 5:2. Голи у переможців забили Імре Шлоссер (2) і Єне Карой (3), а у Богемії двічі відзначився Йозеф Бєлка. Карел Шубрт в протоколах фігурує як представник «Спарти».
В 1909 році Шубрт в складі «Спарти» стає переможцем кубка Милосердя. У фіналі його команда переграла «Сміхов» з рахунком 3:1, а Карлик забив третій гол. В 1910 році Карлік забив свій другий гол у дербі проти «Славії». «Спарта» знову зазнала великої поразки — 1:5. В складі «Спарти» Карел Шубрт особливо успішно взаємодіяв з нападником Вацлавом Пілатом.
В 1912 році Карлик уже в складі «Вікторії» зіграв у фіналі кубка Милосердя, де його команда поступилась «Славії» з рахунком 3:4, а сам Карел забив два голи своєї команди.
27 квітня 1913 року «Спарта» проводила матч в Кладно. В ігровому епізоді Карлик зіштовхнувся з захисником суперника і впав всією вагою на праву руку. Отримав подвійний перелом, але залишився на стадіоні і додивився матч з трибун. До лікарів звернувся з запізненням лише на наступний день. Пошкодження було таким сильним, що йому ампутували руку. Одноклубники та суперники заснували «Фонд Карлика», куди надсилали грошову допомогу футболісту, було проведено ряд благодійних товариських матчів. Важка доля футболіста викликала співчуття в усієї футбольної спільноти країни.